# Kukavičko jezero
Kukavičko jezero je ledenjačko jezero površine 3750 m², bogato je pastrvom i rakom. Nalazi se desetak kilometara jugoistočno od Kupresa, kod sela Kukavice, u Bosni i Hercegovini. Jedno je od izletišta ljudi kupreškog kraja i okolice.